# Königlich Bayerisches 5. Infanterie-Regiment „Großherzog Ernst Ludwig von Hessen“

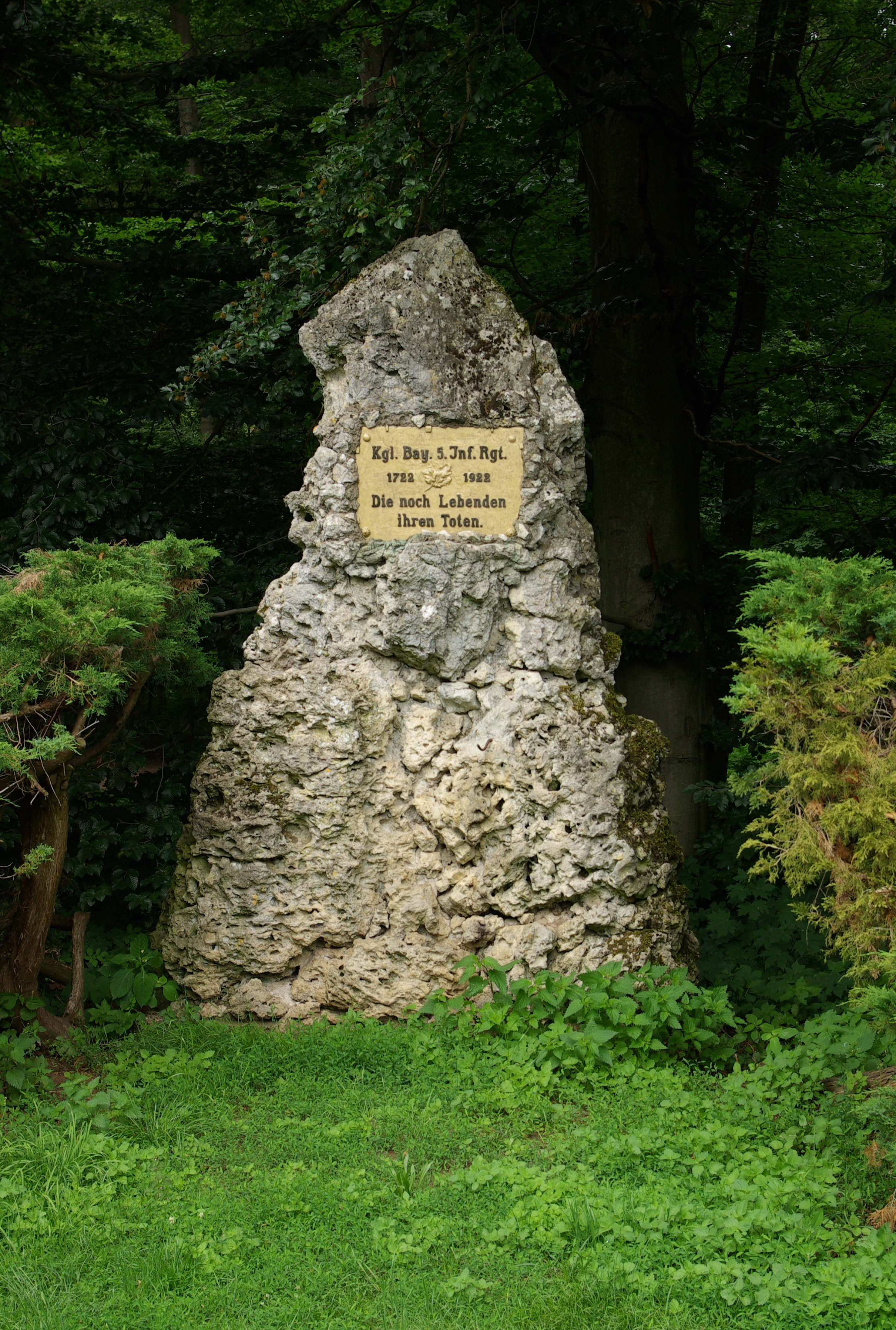
1922 errichtetes Denkmal für die Toten des 5. Infanterie-Regiments im Bamberger Luisenhain.

Das 5. Infanterie-Regiment „Großherzog Ernst Ludwig von Hessen“ war ein Verband der 7. Infanterie-Brigade der Bayerischen Armee. Der Friedensstandort des Regiments war Bamberg.

## Geschichte

### Aufstellung
Das Regiment wurde am 4. Juli 1722 in Ingolstadt errichtet. Es wurde aus dem III. Bataillon des Leib-Regiments (21 Offiziere und 332 Mann), aus dem Regiment „Maffei“ (zehn Offiziere und 95 Mann) sowie aus dem Regiment „Kurprinz“ (vier Offiziere und vier Unteroffiziere/Mannschaften) gebildet. Erster Regimentsinhaber war Generalwachtmeister Wilhelm Benedikt Marquis de Cano, der zugleich der erste Namensgeber des Regiments war (Regiment zu Fuß „Graf Cano“). Der erste Oberstkommandant war Oberst Karl Wilhelm Freiherr von Lerchenfeld. Die Fahne der Leib-Kompagnie war aus weißer Seide mit einem aufgemalten Marienbildnis. Die Fahnen der Kompanien bestanden aus je zwei weißen und blauen Streifen. In der Fahnenspitze waren die Initialen des Kurfürsten angebracht. Der Inhaber des Regiments hatte das Privileg, die Fahnen aufzubewahren, deren Ausgabe schon damals unter besonderen Formalitäten erfolgte. Zum 6. August 1722 war das Regiment in zehn Füsilierkompanien gegliedert und bestand aus dreißig Offizieren, zehn Fähnrichen, einem Quartiermeister, einem Adjutanten, einem Regimentstambour, zehn Feldwebeln, zehn Führern, zehn Fourieren, neun Musterschreibern, zehn Feldscherern, vierzig Korporalen, 27 Spielleuten und 344 Mann. Am 25. Mai 1724 meuterten Soldaten in Ingolstadt wegen rückständigen Soldes, ein Lieutenant desertierte. Ab September 1725 war der Stab und das II. Bataillon in Straubing, das I. Bataillon in Donauwörth stationiert. Im August 1726 wurde eine Kompanie des Regiments in Friedberg gegen streikende Augsburger Arbeiter eingesetzt. Im April 1731 war das Regiment wieder geschlossen in Ingolstadt untergebracht. Am 3. April 1732 wurde das III. Bataillon aufgestellt, das Regiment zählte nun 1300 Mann. Am 27. Juni 1732 gab es Offiziere, Unteroffiziere und Mannschaften zur Aufstellung des Regiments „Prinz Joseph-Ludwig“ ab. Am 27. Mai 1737 wurde Johann Leonhard de Friderico zum Oberstkommandanten ernannt. Das am 6. August 1722 errichtete Infanterie-Regiment „Graf Cano“ wurde am 5. November 1734 dem Generalfeldwachtmeister Theodor Heinrich Graf von Morawitzky auf Tenczin und Rudnitz verliehen, der sich mit dessen Inhaber, Generalwachtmeister Wilhelm Benedikt Marquis de Cano, wegen „gewisser Bedingungen“ auf einen Vergleich geeinigt hatte, das zugleich in Regiment zu Fuß „Graf Morawitzky“ umbenannt wurde. 1735 nahm das Regiment 264 Mann von Landfahnen der Oberpfalz auf. Am 12. August 1770 verzichtete der hochbetagte Generalfeldzeugmeister Graf Morawitzky auf sein Regiment und gab es an den Geheimen Rat, Oberststallmeister und Oberst der Infanterie Karl Graf von Daun ab.

### Feldzüge gegen die Türken 1738/39
Das Regiment stellte das I. Bataillon mit vierzehn Offizieren, fünf Fähnrichen sowie 593 Unteroffiziere und Mannschaften zum Auxiliarkorps ab. Am 17. Oktober 1738 fielen zwei Mann bei Ratza, zwei Mann sind aus anderen Gründen verstorben. Im Gefecht bei Grotzka am 22. Juli 1739 verlor das Bataillon einen Offizier und zwei Grenadiere, zehn Mann wurden verwundet. Am 30. Juli 1739 verlor es während der Rückzugskämpfe bei Pancsowa keinen Mann. Bald darauf erhielt das Bataillon 159 Mann Ersatz. Vom 20. August bis 1. September 1739 nahm es an einen Entsatzversuch des durch türkische Truppen belagerten Belgrad teil, wo vier Offiziere und dreizehn Mann den Tod fanden. Die Gefechtsstärke des Bataillons betrug seinerzeit 330 Mann, 102 Kranke befanden sich Ratza. Bis April 1740 hatte das Bataillon insgesamt 657 Mann verloren.

### Siebenjähriger Krieg 1757/59

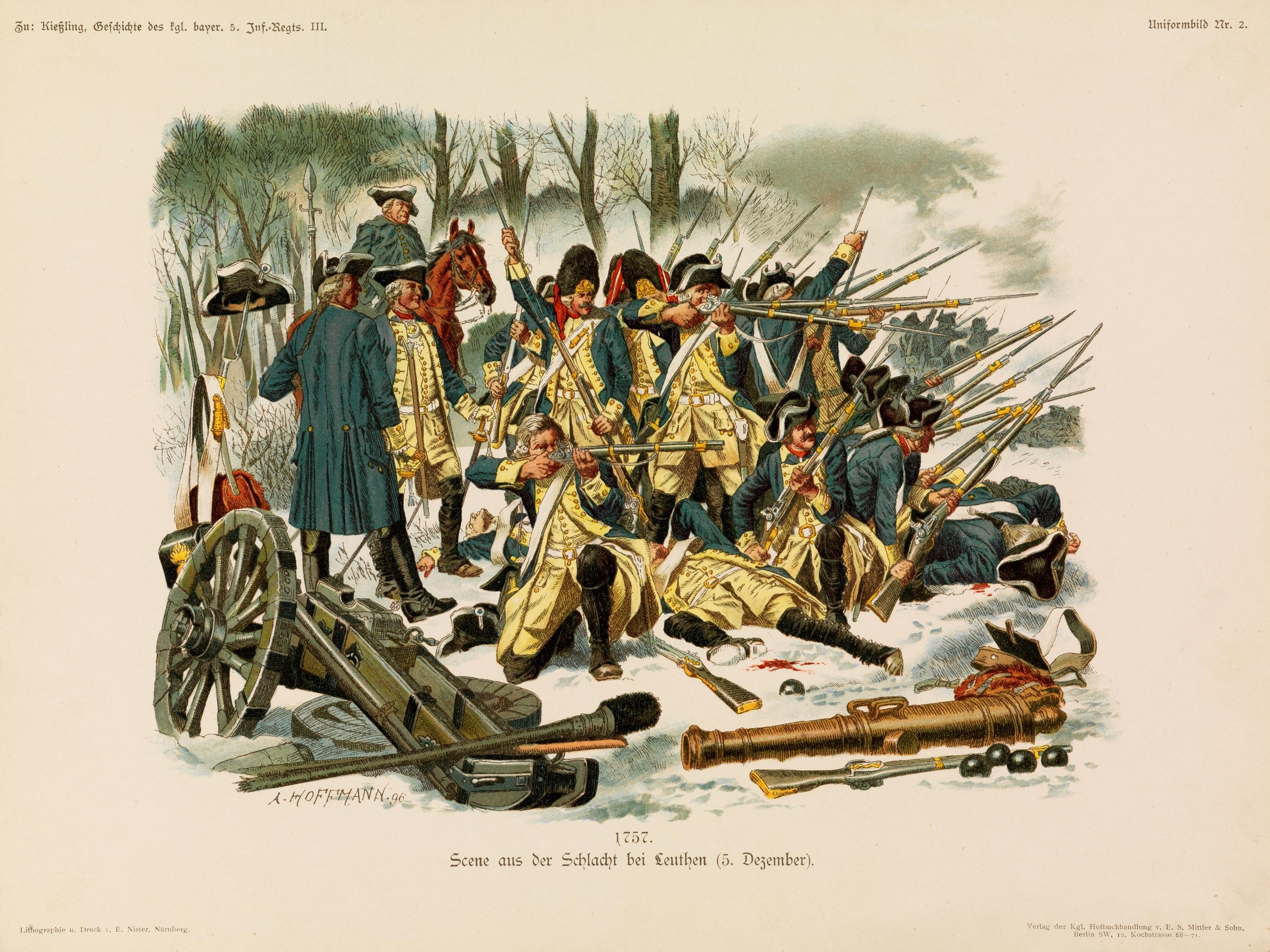
Das Regiment in der Schlacht von Leuthen (Lithografie von Anton Hoffmann)

Das Regiment stellte am 3. April 1757 das I. Bataillon mit 31 Offizieren, 38 Unteroffizieren und 584 Mann zum Auxiliarkorps des Generalmajor Graf Seyssel. Im Oktober und November 1757 war es bei der Inbesitznahme von Schweidnitz am 12. November und Breslau am 22. November durch die österreichische Armee beteiligt, wobei es nur geringe Verluste durch Gefechtshandlungen hinnehmen musste (ein Gefallener, vier Verwundete). Das Regiment verlor jedoch in der Zeit 31 Kranke und siebzig Deserteure. In der unglücklichen Schlacht von Leuthen am 5. Dezember 1757 fielen zwanzig Mann des Bataillons, drei Offiziere und 64 Mann wurden verwundet, drei Offiziere und 114 Mann gerieten in Gefangenschaft.

### Koalitionskriege

#### Dritter Koalitionskrieg 1805
Am 22. November 1805 stieß der Oberstkommandant Oberst Philipp von Bieringer an der Spitze seines I. Bataillons zu den Verschanzungen des Strubpasses vor, musste jedoch wegen zu starken Feindfeuers die Männer geordnet zurückführen. Er griff an diesem Tage noch wiederholt an, allerdings ohne Erfolg. Für seine persönliche Tapferkeit und seine militärischen Führungsqualitäten vor dem Strubpass wurde ihm dennoch das Militär-Ehrenzeichen verliehen, das mit Armeebefehl vom 1. März 1806 in das Ritterkreuz des Militär-Max-Joseph-Ordens umgewandelt wurde.

#### Vierter Koalitionskrieg 1806/07
Im Gefecht bei Glogau vom 11. bis 13. November 1806 wurden die preußischen Truppen bei einem Ausfallversuch von der bayerischen Kavallerie zurückgeschlagen und verschanzten sich hinter einigen großen Holzstößen vor dem Glacis der Festung. Der Kommandierende der Oberstleutnantskompanie, Stabskapitän Heinrich von Stonor, ließ mit einem Spähtrupp aus einem Schützensergeanten und drei tapferen Gemeinen den Feind hinter den Holzstößen aufklären. Diese griffen jedoch unerschrocken an und jagten trotz heftigsten Kartäschenfeuers ca. zwanzig bis dreißig Preußen in die Flucht. Stonor erkannte, dass die Holzstöße verschwinden mussten, und schlug vor, diese niederzubrennen. Am 12. November erkundete er nochmals die Lage bei den Holzstößen. Noch vor Sonnenaufgang des nächsten Tages brachte er mit neun Mann genügend Brennmaterial zu den Holzstößen und zündete sie an. Für seine besondere Tapferkeit bei seinem Unternehmen bei Glogau erhielt er das Ritterkreuz des Militär-Max-Joseph-Ordens.

#### Fünfter Koalitionskrieg 1809
Am 16. April 1809 erhielt das I. Bataillon des Regiments, das bei Landshut stand, den Befehl, nach Altdorf abzumarschieren und alle nach Bruckberg und Moosburg führende Straßen zu besetzen, um den Rückzug der 3. Division „Deroy“ von Landshut nach Altdorf zu decken. Da Altdorf bereits durch österreichische Plänkler und Kavallerie besetzt war und der Pfettrachbach wegen Hochwassers nicht durchwaten werden konnte, musste das Bataillon über einen Brückensteig Mann für Mann passieren. Hierfür wurde Oberleutnant Anton Fabris mit sechzig Schützen zur Deckung des Bataillons eingesetzt. Die Österreicher rückten sehr schnell nach, aber Fabris konnte mit hohem Munitionseinsatz den Feind immer wieder aufhalten. Nachdem das Bataillon den Brückensteig passiert hatte, setzte sich Fabris mit seinen Männern ebenfalls ab und warf den Brückensteig unter heftigem gegnerischen Feuer in den Pfettrachbach. In dem Dorf Pfettrach bildete er eine neue Verteidigungsstellung und hielt den Ort mit hartnäckigem Widerstand, bis die österreichische Artillerie es in Brand schoss. Er zog sich aus Pfettrach zurück und erreichte das Dorf Arth. Er richtete sich unverzüglich im Ort und auf dem höher liegenden Kirchhof zur Verteidigung ein. Dabei munterte er stets seine ermüdete Truppe auf, nicht aufzugeben, und wies nachdrängende Kavallerie und Infanterieplänkler der Österreicher durch lebhaftes Feuer mehrmals zurück. Mit Einbruch der Dämmerung wich er mit seinen erschöpften Männern Weihmichl und besetzte dort eine vorhandene militärische Stellung. Für sein tapferes Halten gegen die nachdrängenden Österreicher bei Pfettrach wurde Fabris mit dem Ritterkreuz des Militär-Max-Joseph-Ordens ausgezeichnet.
Am 8. August 1809 erhielt Oberstleutnant Franz Joseph Ferdinand von Schmöger in Imst den Auftrag, die nach Arzel führende Innbrücke in Besitz zu nehmen. Als er mit drei Kompanien des II. Bataillons dort ankam, war die Brücke bereits von Tiroler besetzt. Er befahl dem Oberleutnant Sack mit einer halben Kompagnie die Brücke auf dem diesseitigen Ufer zu besetzen. Die Tiroler auf der anderen Seite der Brücke machten keine Anstalten, das Vorhaben zu verhindern. Der Oberstkommandant Oberst Baron Wilhelm von Metzen, der mit dem I. Bataillon nach Landeck marschierte, befahl, dass die Brücken bei Roppen zu besetzen und abzuwerfen, die bei Mayerbach zu halten sei. Hierzu setzte er Hauptmann Renner mit der Oberstkompagnie zur Verstärkung in Marsch, die jedoch von ca. 350 Tiroler bei Karras abgefangen wurde. Oberstleutnant von Schmöger befahl Hauptmann Renner, seine Position zu halten und erst nach der Dämmerung nach Imst zu verlegen, um die Tiroler über die Stärke der bayerischen Truppen zu täuschen und sie annehmen zu lassen, dass Karras durch die Bayern besetzt gehalten würde. Schmöger ließ die zwei Kompanien und Teile der Oberstkompanie rings um Imst biwakieren und die vorhandenen sechs bis sieben Brücken abwerfen. Am 9. August vor Sonnenaufgang griffen die Tiroler Karras an und Tiroler Bauern stießen von Arzel auf die Innbrücke vor. Oberleutnant Sack wich von drei Seiten bedroht kämpfend auf die Anhöhen bei Imst aus. Währenddessen erhielt Oberstleutnant von Schmöger den Befehl, das Bataillon abmarschbereit zu machen. Oberst von Metzen zog sich mit dem I. Bataillon aus Landeck zurück. Es bestand nun die Gefahr, dass die Bataillone voneinander abgeschnitten würden. Schmöger verstärkte die Kompanie von Oberleutnant Sack mit dreißig Mann unter Lieutenant Eckel und einer Haubitze, mit der er einige Schuss in die vorrückenden Tiroler abfeuern ließ. Die Tiroler zögerten, Schmöger befahl Oberleutnant Sack, unverzüglich vorzugehen und die alten Stellungen wieder zu nehmen, welches mit Bravour gelang. Zugleich gewann Lieutenant Eckel die Straße nach Karras und konnte sie für eine Viertelstunde halten, was ausreichte, dass das I. Bataillon passieren konnte. Nach Vereinigung mit der Hauptmarschkolonne wurden die Bayern von Tirolern auf den Anhöhen unter Feuer genommen. Schmöger warf sogleich in einem schneidigen Angriff die Tiroler zurück. Als in Imst die beiden Bataillone des Regiments, das 2. Dragoner-Regiment und die Reste des 10. Linien-Infanterie-Regiments beisammenlagen, griffen die Tiroler von allen Seiten an. Schmögers Piketts bildeten die Nachhut, denen er befahl, die Stellung erst nach seinem ausdrücklichen Befehl zu räumen, damit die bayerischen Truppen nicht abgeschnitten und nacheinander aufgerieben würden. Hierzu verstärkte er mit allen verfügbaren Männern die dreißig Grenadiere des Lieutenants von Mayerhofen, der etwa eine dreiviertel Stunde gegen die Tiroler übermacht standhielt. Dann befahl er den Rückzug durch das feindlich gesinnte Imst und musste sich nach Imst durch die Tiroler, die ihn bereits überflügelt hatten, zur Hauptkolonne durchkämpfen. Schmöger blieb bis über Telfs bei der Arrieregarde, die den Rückzug der Bayern deckte. Für sein tapferes und umsichtiges Verhalten bei Imst erhielt Schmöger das Ritterkreuz des Militär-Max-Joseph-Ordens verliehen.

#### Napoléons Russlandfeldzug 1812
Das I. und II. Bataillon trat zu Beginn des Feldzugs mit 47 Offizieren, 135 Unteroffizieren und 1450 Mann an.

### Krieg gegen Preußen 1866
Am 4. Juli 1866 nahm das Regiment an Kämpfen in der östlichen Röhn teil. Trotz der Niederlage gegen Preußen wurden die Truppen bei ihrer Rückkehr nach Bamberg am 15. September 1866 freudig begrüßt.
Am 12. Mai 1869 übernahm Gustav Franz Xaver Ritter von Mühlbauer das Kommando über das Regiment.

### Deutsch-Französischer Krieg 1870/71

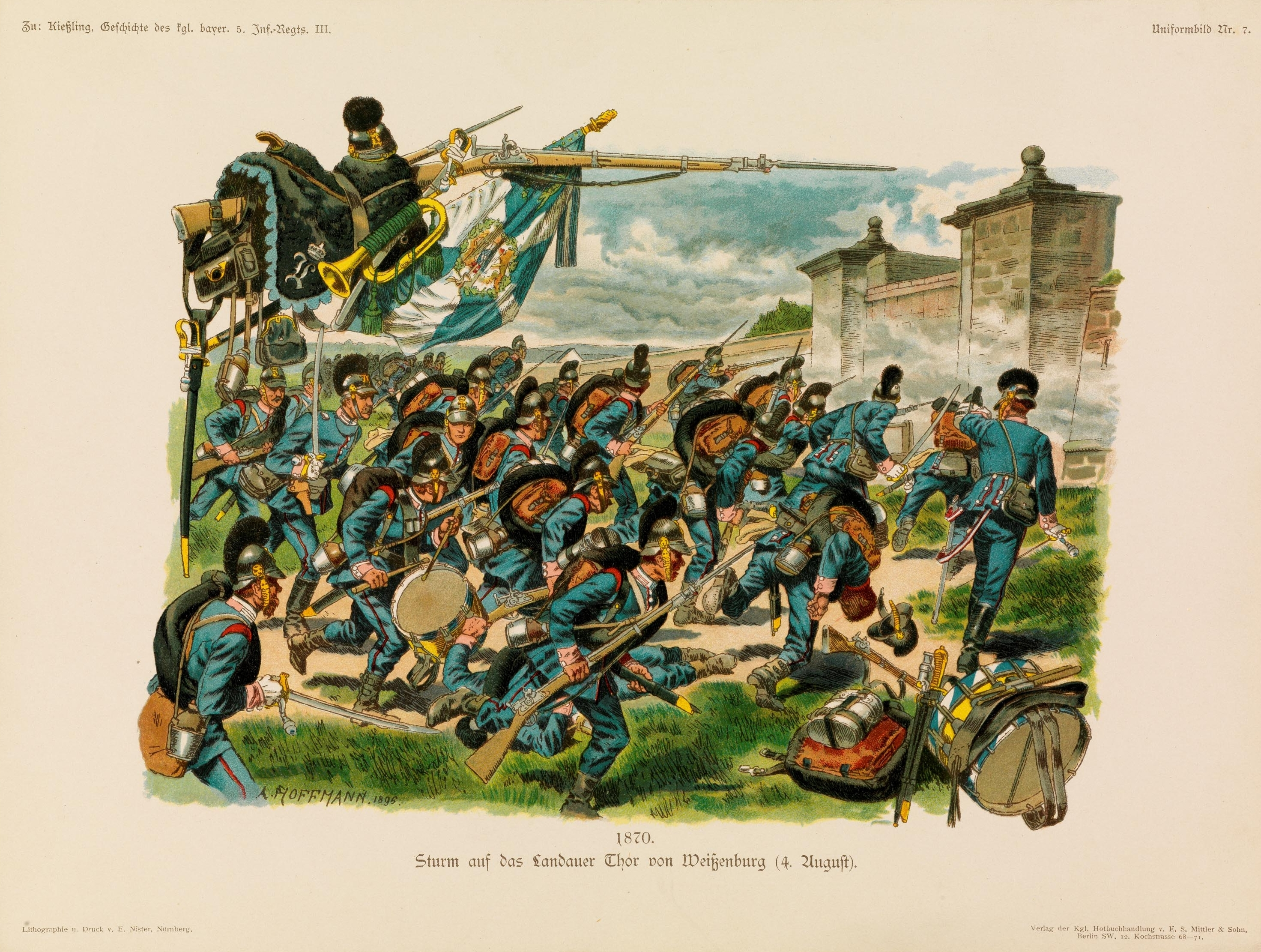
Das Regiment beim Sturm auf das Weissenburger Tor (Lithografie von Anton Hoffmann 1896)

Nach dem Aufmarsch vom 22. Juli bis 30. Juli 1870 trat das Regiment mit 68 Offizieren, 2736 Unteroffizieren und Mannschaften, 73 Pferden und dreizehn Wagen an. In der Schlacht bei Weißenburg am 4. August 1870 hatte es seine Feuertaufe, in der zwei Offiziere, der Korporal Mühlbauer (der Sohn des Kommandeurs) und elf Mann fielen, drei Offiziere und 42 Mann wurden verwundet. In der Schlacht bei Wörth am 6. August 1870 erlitten das I. und II. Bataillon Verluste an neun Gefallenen und an 35 Verwundeten. Am 14. August 1870 erbeutete das Regiment in Marsal sechzig Geschütze, 3000 Gewehre und erhebliche Munitionsvorräte. Danach war das Regiment an der Belagerung von Toul beteiligt und nahm am 1. September 1870 an der Schlacht von Sedan teil, wo es nur einen Toten und drei Verwundete verlor. Vom 20. September 1870 bis 28. Januar 1871 war es Teil des Belagerungsringes um Paris.

### Erster Weltkrieg
Das Regiment trat am 2. August 1914 in einer Stärke von 84 Offizieren, 3.260 Unteroffiziere und Mannschaften sowie 234 Pferden als Teil der 6. Armee an. Es wurde zunächst an der Westfront in Lothringen eingesetzt.
Das Regiment verlor während des Krieges  insgesamt an
- Gefallenen und durch Unfall Verstorbenen: 70 Offiziere, 361 Unteroffiziere, 3.613 Mann
- Krankheit Verstorbenen: ein Offizier, zwölf Unteroffiziere und 121 Mann
- Vermissten: ein Offizier, vierzehn Unteroffiziere und 223 Mann

In Gefangenschaft waren am Ende des Krieges 27 Offiziere, drei Ärzte, 176 Unteroffiziere und 1.098 Mannschaften.

### Verbleib
Nach dem Waffenstillstand kehrte das Regiment in die Heimat zurück, wo es ab 1. Dezember 1918 demobilisiert wurde.
Die Tradition übernahm in der Reichswehr ab 24. August 1921 die 10. Kompanie des 21. (Bayerisches) Infanterie-Regiments in Bayreuth.